# Sempre bene
Sempre bene è un singolo del cantante Frah Quintale pubblicato il 4 giugno 2021, come secondo estratto del terzo album Banzai (lato arancio).

## Video musicale
Il video musicale, diretto da Sara Olivetti e Tommaso Biagetti, è stato pubblicato l'8 giugno 2021 sul canale YouTube di Undamento.